# Badies de Pollença i Alcúdia
Badies de Pollença i Alcúdia este o arie protejată (sit de importanță comunitară — SCI) din Spania întinsă pe o suprafață de 30.747,55 ha, integral marine.

## Localizare
Centrul sitului Badies de Pollença i Alcúdia este situat la coordonatele 39°51′01″N 3°12′53″E / 39.8504°N 3.2146°E.

## Înființare
Situl Badies de Pollença i Alcúdia a fost declarat sit de importanță comunitară în iulie 2000 pentru a proteja 19 specii de animale.

## Biodiversitate
Situată în ecoregiunile marină mediteraneană și mediteraneană, aria protejată conține 18 habitate naturale: Galerii și tufărișuri riverane sudice (Nerio-Tamaricetea și Securinegion tinctoriae), Salicornia și alte specii anuale care populează regiunile mlăștinoase și nisipoase, Stepe sărăturate mediteraneene (Limonietalia), Pseudostepă cu ierburi și specii anuale de Thero-Brachypodietea, Golfuri mici largi și golfuri puțin adânci, Lagune de coastă, Dune mobile de-a lungul țărmului cu Ammophila arenaria („dune albe”), Tufărișuri halofile mediteraneene și termo-atlantice (Sarcocornetea fruticosi), Liziere de ierburi înalte hidrofile de câmpie și de nivel montan până la alpin, Bancuri de nisip acoperite în permanență slab de apă marină, Pante stâncoase calcaroase cu vegetație casmofită, Dune mobile cu vegetație embrionară, Faleze cu vegetație de Limonium spp. endemic de pe coastele mediteraneene, Lande oro-mediteraneene cu formațiuni endemice de grozamă, Straturi cu Posidonia (Posidonion oceanicae), Pășuni mediteraneene udate de apa mării (Juncetalia maritimi), Râuri mediteraneene cu debit permanent cu specii de Paspalo-Agrostidion și galerii riverane de Salix și de Populus alba, Vegetație anuală la limita mareei.
La baza desemnării sitului se află mai multe specii protejate:
- păsări (17): alca (Alca torda), Calonectris diomedea, chirighiță-cu-obraz-alb (Chlidonias hybridus), chirighiță neagră (Chlidonias niger), Hydrobates pelagicus, Larus audouinii, pescăruș negricios (Larus fuscus), Larus michahellis, pescăruș râzător (Larus ridibundus), Mergus serrator, vultur pescar (Pandion haliaetus), Phalacrocorax aristotelis desmarestii, cormoran mare (Phalacrocorax carbo), Phalacrocorax carbo sinensis, corcodel-cu-gât-negru (Podiceps nigricollis), Puffinus puffinus mauretanicus, chiră de mare (Sterna sandvicensis)
- mamifere (1): delfin mare (Tursiops truncatus)
- reptile (1): Caretta caretta

Pe lângă speciile protejate, pe teritoriul sitului au mai fost identificate 4 specii de nevertebrate, 17 specii de pești.